# فرودگاه پیکرینگ
فرودگاه پیکرینگ (به انگلیسی: Pickering Airport) (به زبان بومی: Toronto Pickering International Airport) یک فرودگاه همگانی است . این فرودگاه در کشور کانادا قرار دارد .